# Teresa Medina
Teresa Medina (* 1965 in Madrid) ist eine spanische Kamerafrau und Regisseurin.

## Werdegang
Teresa Medina studierte Bild und Ton an der Complutense Universität Madrid. In den 1990er Jahren ging sie in die Vereinigten Staaten, um dort ihren Master in Kinematographie am American Film Institute zu erwerben.
Zwischen 2018 und 2021 war sie die erste Präsidentin der AEC (Asociación Española de Directoras y Directores de Fotografía, Deutsch: Spanischer Verband der Kamerafrauen und -männer). Während ihrer Präsidentschaft ging es ihr vor allem darum, die Sichtbarkeit von Frauen in der Filmbranche zu erhöhen.

## Filmografie (Auswahl)

### Regie
- 2001: Nina (Kurzfilm)
- 2022: The One Who Knows the Land (El que conozca tierra)[3]

### Kamera
- 1993: The Chili Con Carne Club (Kurzfilm)[5]
- 1994: Reflections in the dark
- 1995: Unconditional Love (The Art Of Passion)
- 1996: Female Perversions (Phantasien einer Frau)[6]
- 1996: Sweet Evil
- 1996: Cosas que nunca te dije (Was ich dir noch nicht erzählt habe)[7]
- 1997: Todo está Oscuro
- 1999: The 24 hour Woman (The 24 Hours Woman)[8]
- 199:9 La Rosa de Piedra (Fernsehserie)[9]
- 2000: Gilmore Girls (Fernsehserie, Folgen 1x01–1x09)[10]
- 2000: Wall to Wall to Records (Fernsehserie)[11]
- 2001: The blue Diner
- 2004: Forever is along long time (Dokumentarfilm)
- Colors Straight up (Dokumentarfilm)

## Auszeichnungen
- 2000: Iris Award Atv, Beste Art Direction für die Fernsehserie La rosa de piedra.[12]
- 2002: ALMA Award, Outstanding Independent Motion Picture für The blue Dinner.[13]
- 1997: Sant Jordi Awards, Bester Film für Cosas que nunca te dije (Was ich dir noch nicht erzählt habe).[14]
- 1995: Avignon Film Festival für den Film Reflections in the Dark.[15]
- 1994: Golden Starfish Award, Bester unabhängiger amerikanischer Film für Unconditional Love.[16]